# Cantonul Valognes
Cantonul Valognes este un canton din arondismentul Cherbourg-Octeville, departamentul Manche, regiunea Basse-Normandie, Franța.

## Comune
| Comune               | Populație (1999) | Cod poștal | Cod INSEE |
| -------------------- | ---------------- | ---------- | --------- |
| Brix                 | ...              | 50700      | 50087     |
| Huberville           | ...              | 50700      | 50251     |
| Lieusaint            | ...              | 50700      | 50270     |
| Montaigu-la-Brisette | ...              | 50700      | 50335     |
| Saint-Joseph         | ...              | 50700      | 50498     |
| Saussemesnil         | ...              | 50700      | 50567     |
| Tamerville           | ...              | 50700      | 50588     |
| Valognes             | ...              | 50700      | 50615     |
| Yvetot-Bocage        | ...              | 50700      | 50648     |